# 세쓰분

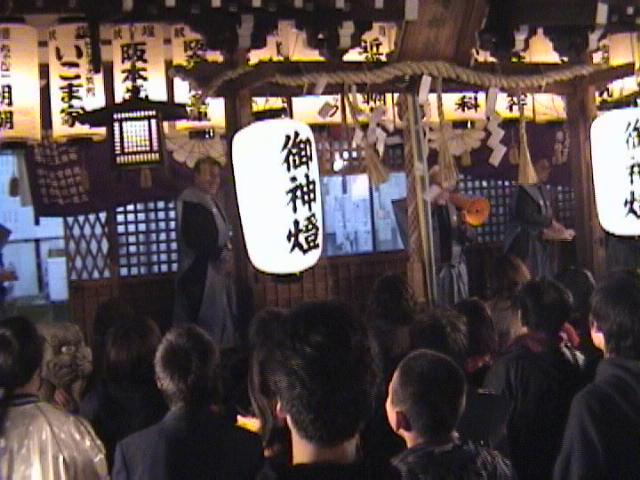

세쓰분(節分, せつぶん) 또는 세치분(せちぶん)은 일본에서 입춘 전날을 가리킨다. 해에 따라 다르지만, 대부분 2월 3일 전후이다. 이 날 밤에는 가정에서 ‘마메마키(豆まき)’라 하여 콩을 뿌리고, ‘귀신은 밖으로 복은 안으로’(鬼は外, 福は內)라는 말을 외치며 집안에 뿌린 콩을 자신의 나이만큼 주워 먹는 행사를 한다.
원래 절분(節分)은 계절의 시작을 가리키는 입춘, 입하, 입추, 입동의 전날을 가리키나, 일본에서는 입춘 전날만을 명절로 쉰다.

## 같이 보기
- 분점